# Kärrbulspindel
Kärrbulspindel (Pelecopsis radicicola) är en spindelart som först beskrevs av Ludwig Carl Christian Koch 1872.  Kärrbulspindel ingår i släktet Pelecopsis och familjen täckvävarspindlar. Enligt den svenska rödlistan är arten nära hotad i Sverige. Arten förekommer på Gotland och Götaland. Artens livsmiljö är jordbrukslandskap. Inga underarter finns listade i Catalogue of Life.